# White Shoes
| Recensione                        | Giudizio    |
| --------------------------------- | ----------- |
| AllMusic                          | [ 1 ]       |
| The New Rolling Stone Album Guide | [ 2 ]       |
| Sputnikmusic                      | 3.3 (Great) |
| Dizionario del Pop-Rock           | [ 4 ]       |
| 24.000 dischi                     | [ 5 ]       |

White Shoes è un album discografico in studio della cantante statunitense Emmylou Harris, pubblicato dalla casa discografica Warner Bros. Records nell'ottobre del 1983.

## Tracce
Lato A
1. Drivin' Wheel – 3:08 (T-Bone Burnett, Billy Swan)
2. Pledging My Love – 2:58 (Don Robey, Fats Washington)
3. In My Dreams – 3:14 (Paul Kennerly)
4. White Shoes – 3:28 (Jack Tempchin)
5. On the Radio – 5:09 (Giorgio Moroder, Donna Summer)

Lato B
1. It's Only Rock 'n' Roll – 2:54 (Rodney Crowell)
2. Diamonds Are a Girl's Best Friend – 3:38 (Leo Robin, Jule Styne)
3. Good News – 3:49 (Shirley Eikhard)
4. Baby, Better Start Turnin' 'Em Down – 3:00 (Rodney Crowell)
5. Like an Old Fashioned Waltz – 3:13 (Sandy Denny)

## Musicisti
Drivin' Wheel
- Emmylou Harris - voce, accompagnamento vocale-coro
- Barry Tashian - chitarra acustica, accompagnamento vocale-coro
- Frank Reckard - chitarra elettrica
- Steve Fishell - chitarra melobar
- Don Johnson - pianoforte
- Mike Bowden - basso
- Don Heffington - batteria

Pledging My Love
- Emmylou Harris - voce
- Frank Reckard - chitarra elettrica
- Brian Ahern - chitarra elettrica
- Hank DeVito - chitarra pedal steel
- Tony Brown - pianoforte elettrico
- Mike Bowden - basso
- John Ware - batteria
- Glen D. Hardin - arrangiamento strumenti a corda

In My Dreams
- Emmylou Harris - voce, chitarra acustica
- Barry Tashian - chitarra acustica
- Frank Reckard - chitarra elettrica
- T-Bone Burnett - chitarra elettrica
- Don Johnson - pianoforte elettrico
- Brian Ahern - basso a sei corde, tamburello
- Mike Bowden - basso
- Don Heffington - batteria

White Shoes
- Emmylou Harris - voce
- Frank Reckard - chitarra elettrica
- Brian Ahern - chitarra acustica
- Barry Tashian - chitarra acustica
- Steve Fishell - chitarra melobar
- Don Johnson - pianoforte elettrico
- Mike Bowden - basso
- Keith Knudsen - batteria
- Bonnie Bramlett - accompagnamento vocale-coro
- Barbara Bennett - accompagnamento vocale-coro

On the Radio
- Emmylou Harris - voce
- John McFee - chitarra elettrica, chitarra acustica
- Barry Tashian - chitarra acustica
- Steve Fishell - chitarra pedal steel
- Billy Payne - pianoforte elettrico, sintetizzatore
- Mike Bowden - basso
- Keith Knudsen - batteria

It's Only Rock 'n' Roll
- Emmylou Harris - voce, chitarra acustica
- Rodney Crowell - chitarra acustica
- Brian Ahern - chitarra acustica, chitarra elettrica
- Frank Reckard - chitarra elettrica
- Hank DeVito - chitarra pedal steel
- Tony Brown - pianoforte
- Mickey Raphael - armonica
- Wayne Goodwin - sassofono baritono
- Mike Bowden - basso
- John Ware - batteria
- Barry Tashian - accompagnamento vocale-coro
- Don Johnson - accompagnamento vocale-coro

Diamonds Are a Girl's Best Friend
- Emmylou Harris - voce, accompagnamento vocale-coro
- T-Bone Burnett - chitarra acustica, percussioni, arrangiamento, accompagnamento vocale-coro
- Barry Tashian - chitarra acustica
- John McFee - chitarra elettrica
- Steve Fishell - chitarra melobar
- Billy Payne - tastiere
- Mike Bowden - basso
- Keith Knudsen - batteria
- Brian Ahern - percussioni

Good News
- Emmylou Harris - voce
- Frank Reckard - chitarra elettrica
- Steve Fishell - chitarra pedal steel
- Brian Ahern - chitarra acustica
- Barry Tashian - chitarra acustica
- Don Johnson - pianoforte elettrico
- Billy Payne - sintetizzatore
- Mike Bowden - basso
- Keith Knudsen - batteria
- Shirley Eikhard - armonie vocali

Baby, Better Start Turnin' 'Em Down
- Emmylou Harris - voce
- Frank Reckard - chitarra elettrica
- Steve Fishell - chitarra melobar
- Don Johnson - pianoforte
- Glen D. Hardin - pianoforte elettrico
- Mike Bowden - basso
- Keith Knudsen - batteria
- Bonnie Bramlett - accompagnamento vocale-coro
- Barbara Bennett - accompagnamento vocale-coro

Like an Old Fashioned Waltz
- Emmylou Harris - voce
- Billy Payne - pianoforte, sintetizzatore
- Jim Horn - recorders
- Brian Ahern - bassi

Note aggiuntive
- Brian Ahern - produttore (per la Happy Sack Productions), arrangiamenti
- Registrazioni effettuate al Magnolia Sound Studios (eccetto brani: Pledging My Love e It's Only Rock 'n' Roll)
- Brani: Pledging My Love e It's Only Rock 'n' Roll, registrati al The Enactron Truck di North Hollywood, California (Stati Uniti)
- Donivan Cowart, Brian Ahern, Stuart Taylor e Alan Vachon - ingegneri delle registrazioni
- Simon Levy - art direction, design album
- Jim McGuire - fotografia[8]

## Classifica
Album
| Anno | Classifica         | Posizione raggiunta |
| ---- | ------------------ | ------------------- |
| 1984 | Top Country Albums | 22                  |

Singoli
| Anno | Titolo del brano | Classifica        | Posizione raggiunta |
| ---- | ---------------- | ----------------- | ------------------- |
| 1984 | Drivin' Wheel    | Hot Country Songs | 26                  |
| 1984 | In My Dreams     | Hot Country Songs | 9                   |
| 1984 | Pledging My Love | Hot Country Songs | 9                   |